# USS Valley Forge (CV-45)
Pour les autres navires du même nom, voir USS Valley Forge.
L’USS Valley Forge (CV-45) est un porte-avion de classe Essex de l'United States Navy.

## Nom
Le nom du navire honore l'Armée Continentale et son hivernage héroïque à Valley Forge, lors de la guerre d'Indépendance des États-Unis.

## Historique
Le 3 juillet 1950, L’USS Valley Forge lança la première attaque aéronavale de la guerre de Corée.
Le 4 septembre 1950, des Chance Vought F4U Corsair du VF-53[pas clair] partent pourchasser deux Douglas A-20 Havoc de l'aviation navale soviétique au-dessus de la mer Jaune ; ils en abattent un pour garder secrète la concentration de navires américains qui se préparent au débarquement d'Incheon
,.
Après des expérimentations à partir de 1958, il devient le porte-hélicoptères d’assaut LPH-8 en 1961 et participe à la guerre du Vietnam de 1962 à 1969. Il est retiré du registre naval le 15 janvier 1970 et démoli à Richmond (Californie) en 1971.

## Dans la fiction
L’USS Valley Forge apparaît dans la bande dessinée Les Aventures de Buck Danny de Jean-Michel Charlier et Victor Hubinon. Le pilote y apponte la première fois dans l'album Un avion n'est pas rentré, (1954) et y sera basé pendant plusieurs albums suivants.